# Kiisonsaari
Kiisonsaari är en ö i Finland. Den ligger i sjön Aurejärvi och i kommunen Ylöjärvi i den ekonomiska regionen Tammerfors och landskapet Birkaland, i den sydvästra delen av landet, 230 km norr om huvudstaden Helsingfors. Öns area är 1,7 hektar och dess största längd är 240 meter i sydöst-nordvästlig riktning.